# Walter von Loë
Friedrich Karl Walther Degenhard baron von Loë (né le 9 septembre 1828 au château d'Allner (de) à Hennef et mort le 6 juillet 1908 à Bonn) est un maréchal prussien et adjudant général du roi de Prusse et empereur allemand.

## Biographie
Walther est issu de l'ancienne famille noble, catholique et westphalienne von Loë (de). Son père est Maximilian von Loë (de) (1801-1850) est chambellan prussien et administrateur de l'arrondissement de la Sieg (de), sa mère Hélène est née comtesse von Hatzfeldt-Schönstein (1801-1838).

### Carrière militaire
Dans sa jeunesse, Loë étudie à l'académie de chevalerie de Bedburg, fondée avec l'aide de son père. En 1845, Loë effectue son service en tant que volontaire d'un an au 5e régiment d'uhlans (de) à Düsseldorf et peut être transféré dans la réserve. Après avoir obtenu son diplôme d'études secondaires à Bedburg, il étudie le droit à l'université de Bonn en 1846/48 et rejoint le Corps Borussia Bonn. Ses études sont interrompues par le chaos de la guerre.
En mars 1848, il rejoint en tant que sous-lieutenant le 2e régiment de dragons de l'armée schleswigoise-holsteinoise, où il participe aux batailles de Schleswig, de Düppel et de Hadersleben dans le cadre du soulèvement du Schleswig-Holstein. Le 12 septembre 1848, il quitte son service au Holstein.
À la mi-janvier 1849, Loë est commissionné dans le 3e régiment de hussards de l'armée prussienne et ayant participé à la répression du soulèvement de mai de Dresde en 1849 puis aux batailles de Ladenburg, Ubstadt, Steinmauern et Kuppenheim dans le cadre de la campagne de Bade pour réprimer les rebelles. C'est là qu'il rencontre le prince de Prusse, qui deviendra plus tard l'empereur Guillaume Ier, avec qui il restera lié toute sa vie.
En 1850, il est affecté pendant un an à l'ambassade de Prusse à Paris. Ici, il peut vivre de près le coup d'État Louis-Napoléon Bonaparte. Après son retour de France, Loë devient adjudant du manège militaire de Schwedt en 1853 et le 22 février 1855 adjudant de la 2e division d'infanterie. Il est relevé de ce commandement le 18 septembre 1855 et suit ensuite l'École de guerre générale de Berlin jusqu'au 30 septembre 1857. Entre-temps, il est promu au rang de premier lieutenant le 5 septembre 1857. À ce titre, Loë est alors nommé comme adjudant du gouvernement général de la province de Rhénanie et de la province de Westphalie le 9 janvier 1858. Avec le déménagement du bureau du prince régent à Berlin, il est nommé au 7e régiment de hussards agrégé comme Rittmeister et nommé adjudant personnel de Guillaume.
Le 18 octobre 1858, Loë devient major et le 7 janvier 1861 adjudant d'aile du roi Guillaume Ier. En 1862, il accompagne le prince Albert, frère de Guillaume, à la campagne dans le Caucase. Après son retour en 1863, il est délégué à Paris comme attaché militaire, d'où il se rend en Algérie en 1864 pour participer aux combats contre les Kabyles. D'autres étapes de sa carrière militaire comprennent la promotion au grade de lieutenant-colonel et le transfert au Grand Quartier général le 8 juin 1866. À ce titre, Loë participe à la bataille de Sadowa lors de la guerre contre l'Autriche la même année.
Le 5 mars 1867 Loë devient commandant du 7e régiment de hussards à Bonn et à ce titre le 22 mars 1868 promu colonel. Il dirige ce régiment en 1870/71 pendant la guerre contre la France dans les batailles de Saint-Privat, Amiens, la Hallue, Bapaume et Saint-Quentin et le siège de Metz. Récompensée des deux classes de la croix de fer, Loë est nommée après le traité de paix du 23 mai 1871 en tant que commandant de la 21e brigade de cavalerie.
Le 31 mars 1872, il rejoint le 3e brigade de cavalerie de la Garde. Après avoir été promu major général le 22 mars 1873, et nommé général à la suite de Sa Majesté le 19 août 1876, il devient commandant de la 5e division d'infanterie le 13 mai 1879, puis lieutenant-général en juin 1879. Le 18 septembre 1880, il prend le poste d'adjudant général, le laissant dans sa position de commandant de division. Le 12 janvier 1884, il est placé pour la première fois à la tête de la 8e corps d'armée et le nomme général commandant le 22 avril 1884. Il est ensuite promu  général de cavalerie. Après avoir été chargé d'une mission diplomatique auprès du pape Léon XIII en février 1893, il est nommé général colonel de cavalerie avec le grade de maréchal général puis haut commandant des Marches et gouverneur de Berlin le 10 janvier 1895.
Loë prend congé le 28 avril 1897 à sa demande, car il est gravement malade. Cependant, il est resté à son poste d'adjudant général. En 1900, Loë est à nouveau envoyé en mission diplomatique. En le nommant à vie à la Chambre des seigneurs de Prusse, le roi exprime sa confiance particulière dans le baron.
Loë est nommé feld-maréchal général le 1er janvier 1905. En avril 1907, Loë célèbre son 60e anniversaire militaire à Bonn. De nombreuses grandes personnalités présentent leurs félicitations, dont l'empereur, le prince et la princesse de Schaumbourg-Lippe, les généraux commandants von Deindes et Plötz, les commandants de régiment du 8e corps d'armée, le maire et de nombreux anciens officiers supérieurs.
Il décède le 6 juillet 1908 vers 23 heures à Bonn à la suite d'un catarrhe pulmonaire.

### Position et rôle politiques
En dehors des membres des maisons princières régnantes, Loë est le seul catholique à avoir atteint le grade de maréchal et d'adjudant général royal dans l'armée prussienne pendant l'Empire. Ceci, ainsi que ses relations étroites avec la famille Hatzfeldt-Trachenberg, l'amenent depuis les années soixante-dix, notamment pendant le Kulturkampf, à s'opposer à la politique du chancelier du Reich, le prince Bismarck, qui est mêlé à l'affaire du mariage de son fils Herbert. avec la belle-sœur de Loë, entre autres, la princesse Carolath-Beuthen, en 1881, prend une position nettement négative.
Malgré sa foi catholique, Loë est un ardent défenseur des duels entre officiers, ce qui souligne particulièrement sa loyauté envers les conventions orthodoxes des officiers prussiens protestants - en particulier à une époque où les officiers prussiens de confession catholique sont à plusieurs reprises en conflit d'autorité lorsqu'ils refusent de se battre pour la miséricorde.

### Famille
Loë se marie le 24 mai 1859 avec Franziska, veuve von Nimptsch, née comtesse von Hatzfeldt-Trachenberg (1833-1922). Ce mariage donne trois enfants, Hélène et les jumeaux Margarethe et Hubert. Franziska amène également trois enfants, Hermann, Guido et Maria Magdalena, de son premier mariage avec Paul von Nimptsch. Sa belle-sœur est Elisabeth zu Carolath-Beuthen, sa belle-sœur Marie von Schleinitz. Son frère est Otto von Loë, député du Reichstag.

## Honneurs
En 1897, Loë devient citoyen d'honneur de Bonn (de). Le 8 juillet 1908 Loë est nommé docteur honoris causa par l'université rhénane Frédéric-Guillaume de Bonn. Il reçoit également de nombreuses médailles et décorations pour ses services. Ceux-ci incluent :
- Ordre russe de Sainte Anne de 2e classe le 21 décembre 1862
- Grand officier de la Légion d'Honneur
- Grand-croix de l'ordre de l'Aigle rouge le 17 mars 1888
- Ordre du Mérite de la couronne de Prusse
- Ordre de l'Aigle noir le 20 septembre 1890
- Croix et étoile du grand commandeur de l'ordre de la Maison royale de Hohenzollern avec des épées sur l'anneau et le numéro d'anniversaire 50 le 7 avril 1897
- Ordre de la Fidélité le 14 avril 1897

À Bonn, une rue du sud de la ville porte le nom de Walter von Loë : Loestrasse entre Bonner Talweg et Prinz-Albert-Strasse.